# کرایسلر ۳۰۰ سری لتر
کرایسلر ۳۰۰_سری_لتر (Chrysler 300 letter series) نام یک اتومبیل ساخت شرکت کرایسلر است که در سال‌های ۱۹۵۵ تا ۱۹۷۰ تولید شده‌است.
طراحی آن خودروهای موتور جلو-محور عقب بوده است.

## نگارخانه

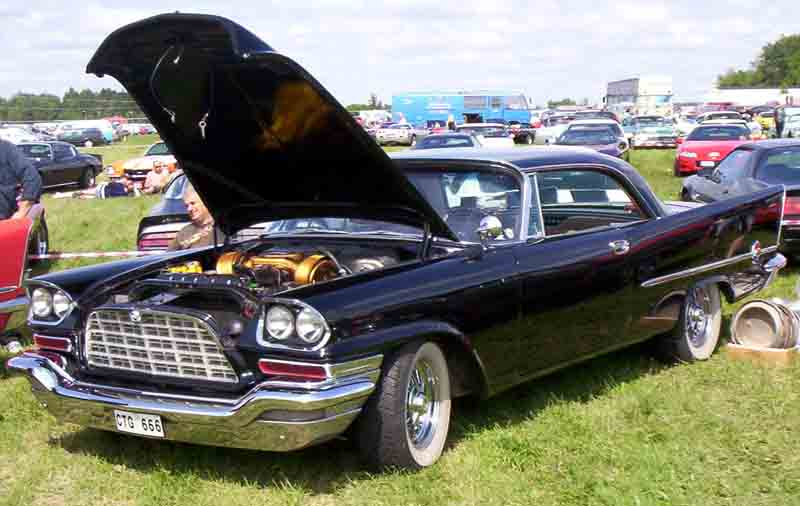
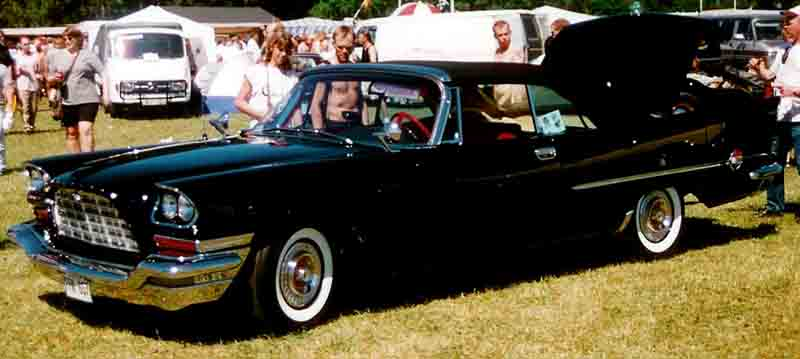
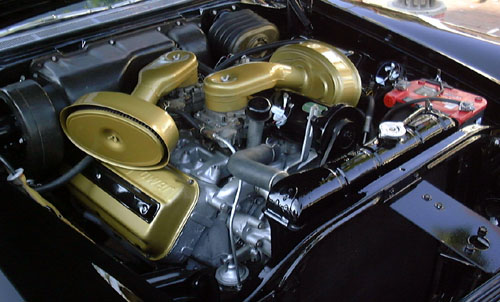